# Chiron (hypotetisk måne)
Chiron, grekiska Χείρων, är en hypotetisk måne till Saturnus, som Hermann Goldschmidt i april 1861 menade att han hade upptäckt. Den skulle ha blivit Saturnus nionde måne. Goldschmidt beskrev månen i en omloppsbana belägen mellan Titan och Hyperion. Upptäckten bekräftades dock inte, och himlakroppen återsågs aldrig mer igen.
Den amerikanske astronomen William Henry Pickering upptäckte 1898 Phoebe, som nu räknas som Saturnus nionde måne. Egendomligt nog upptäckte också Pickering, 1905, en måne i en omloppsbana som låg mellan Titan och Hyperion. Han benämnde denna nya måne Themis. Themis, kom liksom Chiron, aldrig att bekräftas.
Namnet Chiron har senare istället tillfallit centauren 2060 Chiron, som upptäcktes 1977. Den blev därmed den först upptäckta småplaneten i den grupp av småplaneter som finns i omloppsbana runt solen mellan Jupiter och Neptunus.